# Mati Mint Hamady
Maty Mint Hamady (ur. 1967 w Ujun al-Atrus) – mauretańska polityk, ekonomistka, burmistrz stolicy Mauretanii – Nawakszutu. 

## Życiorys
Dorastała w rodzinie angażującej się w politykę. Maturę zdała w 1986 w liceum dla chłopców w Nawakszucie. Studia kontynuowała w Mauretanii (ekonomia). W 1988 otrzymała DEUG (Diplôme d'études universitaires générales en sciences et technologies) na Uniwersytecie w Nawakszucie, a następnie specjalizowała się w ekonomii publicznej. Tytuł magistra uzyskała w 1990. W 2002 ukończyła École nationale d’administration w Paryżu. Po uzyskaniu tytułu magistra rozpoczęła pracę w gminie Nawakszut, jako dyrektor wykonawczy w dziale finansowym. W 1993 uzyskała stanowisko kierownika działu spisu podatkowego, a następnie, w 1997, awansowała na kierownika działu relacji zewnętrznych. W 1999 została audytorem Trybunału Obrachunkowego. Karierę instytucjonalną kontynuowała w Ministerstwie Handlu i Przemysłu w 2006, a następnie w Banku Centralnym Mauretanii. Przez dwa lata była tam dyrektorem ds. konkurencji, ochrony konsumentów i kontaktów z ministerstwem, a następnie od 2007 członkiem rady polityki pieniężnej w Centralnym Banku Mauretanii. W 2009, przez rok, była zastępcą dyrektora firmy importowej i eksportowej „Sonimex”.
4 lutego 2014 została wybrana na burmistrza Nawakszutu i jest pierwszą kobietą na tym stanowisku.